# 뎁사이드

뎁사이드인 기로포르산

뎁사이드(영어: depside)는 에스터 결합으로 연결된 2개 이상의 단일 고리 방향족 단위체로 구성된 폴리페놀 화합물의 한 유형이다. 뎁사이드는 지의류에서 가장 흔히 발견되지만, 진달래과, 꿀풀과, 양귀비과, 도금양과를 포함한 관다발식물에서도 분리되었다.
특정 뎁사이드는 생체외에서 항생제, 항HIV제, 항산화제 및 항증식 활성을 가지고 있다. 프로스타글란딘 합성 및 류코트라이엔 B4 생합성의 저해제로서 일부 뎁사이드는 생체외에서 항염증 활성을 갖는다.
뎁시데이스는 뎁사이드 결합을 절단하는 반응을 촉매하는 효소 유형이다. 이러한 효소들 중 하나는 탄네이스이다.

## 예
지의류인 크립토테시아 루브로신타(Cryptothecia rubrocincta)에서 발견되는 기로포르산은 뎁사이드이다. 클라도니아속의 지의류에서 분리된 메로클로로파에산은 프로스타글란딘 합성의 저해제이다.
일부 뎁사이드는 항HIV제로 설명된다.

## 같이 보기
- 에스터 결합을 형성하기 위해 살리실산의 자가 축합으로 형성된 살살레이트  homodimer formed from self-condensation of salicylic acid to form ester linkage.